# Yukio Tsuda
Yukio Tsuda (Prefettura di Hyōgo, 15 agosto 1917 – 17 aprile 1979) è stato un calciatore giapponese, di ruolo portiere.